# Горшенина, Виктория Захаровна
Викто́рия Заха́ровна Горше́нина (21 ноября 1919, Харбин — 6 сентября 2014, Штутгарт) — советская и российская актриса театра и кино. Заслуженная артистка РСФСР (1985)

## Биография
Родилась в 1919 году в Китае, в семье инженера-строителя КВЖД. Вместе с родителями, когда-то эмигрировавшими из России, она жила в Маньчжурии. В 1930-е годы семья вернулась в СССР. 
Училась в Челябинском педагогическом училище, затем играла в театрах Свердловска и Ленинграда. В 1941—1944 годах училась в Театральном училище при Малом театре, ещё до его окончания в 1943 году попала в ленинградскую труппу Аркадия Райкина.
В кино Горшенина почти не снималась — не позволял сам Райкин. Чаще всего Горшенина снималась в эпизодах и мелких ролях.
В Театре миниатюр А. И. Райкина проработала 44 года — с 1943 по 1987 года. В 1987 году после смерти Аркадия Райкина ушла из театра.

Красивая, элегантная, она хороша и в острохарактерных ролях, где ей приходится неузнаваемо менять свою внешность. Горшенина великолепно репетирует. Она умеет находить такие комические детали, что мы просто валимся от смеха.— Аркадий Райкин

## Эмиграция в ФРГ
В 1995 году вместе с мужем эмигрировала в Германию и жила в г. Штутгарте.
Виктория Захаровна Горшенина скончалась 6 сентября 2014 года в немецкой клинике после продолжительной болезни на 95-м году жизни. Похоронена в Штутгарте, рядом со своим мужем, режиссёром Яном Фридом.
Критики называли её «королевой эпизода советского юмора».

## Личная жизнь
9 мая 1945 года вышла замуж за режиссёра Яна Фрида, с которым прожила вместе до самой его смерти 19 декабря 2003 года.

## Фильмография
- 1962 — Порожний рейс
- 1967 — Аркадий Райкин. Адрес: Театр (телеспектакль)
- 1967 — Дорога домой (телефильм) — Лени Клингенталь, немецкая кинодокументалистка
- 1967 — Аркадий Райкин (документальный)
- 1971 — Прощание с Петербургом
- 1974 — Люди и манекены — Нюра
- 1975 — Аркадий Райкин (документальный)
- 1978 — Ошибки юности — Полина Викторовна, открывает дверь Гурьянову у Люси
- 1980 — День на размышление — Марион Дюбет
- 1980 — Мой папа — идеалист — гостья
- 1981 — Сильва — графиня Эгенберг, мать Стасси
- 1983 — Вольный ветер — Клементина
- 1983 — Уникум — член худсовета
- 1987 — Мир дому твоему (телеспектакль)
- 1989 — Дон Сезар де Базан — донья Касильда, виконтесса
- 1992 — Невеста из Парижа — мадам Дюбуа, француженка, тётя Орлетт
- 1992 — Тартюф — Г-жа Пернель